# 苏中武
苏中武（1917年—2011年），男，浙江苍南人，中国生药学专家，曾任中国人民解放军第二军医大学教授、博士生导师。
苏中武（1917年4月5日－2011年），浙江平阳人，中国现代生药学主要开拓者之一，第二军医大学特一级教授、博士生导师。长期从事生药学教学与科研，主编或参编《生药学》《中国药用植物图鉴》等12部专著，其中《生药学》1989年由上海医科大学出版社出版 [3]。发表论文190余篇，率先引用现代科学技术方法于生药学研究，提高鉴定水平。与李承祜合作完成《夏枯草的生药学研究》，建立夏枯草生药鉴定标准体系 [2]，对生药学科发展和现代化作出开拓性贡献。